# Ernest Wood
Sir Ernest Wood, britanski general, * 1894, † 1971.